# Otomycose
 Mise en garde médicale
Une otomycose est une affection de l’oreille due à un champignon. Elle se manifeste généralement par de vives et soudaines douleurs, des bourdonnements, un affaiblissement de l’ouïe et peut aller jusqu'à une perforation du tympan.